# Lista de restaurantes com três estrelas Michelin
As estrelas Michelin são um sistema de classificação usado pelo Guia Michelin vermelho para classificar restaurantes de acordo com sua qualidade. O guia foi originalmente desenvolvido em 1900 para mostrar aos motoristas franceses onde ficavam as amenidades locais, como restaurantes e mecânicos. O sistema de classificação foi introduzido pela primeira vez em 1926 como uma estrela única, com a segunda e a terceira estrelas introduzidas em 1933. Segundo o Guia, uma estrela significa "um restaurante muito bom", duas estrelas são "uma cozinha excelente que vale um desvio" e três estrelas significam "uma cozinha excepcional que vale a pena uma viagem especial". A lista de restaurantes estrelados é atualizada uma vez por ano.

## Resumo
Os guias Michelin 2021 listam 132 restaurantes com 3 estrelas.
| Classificação | País (regiões)            | Número |
| ------------- | ------------------------- | ------ |
| 1             | França (incluindo Mônaco) | 30     |
| 2             | Japão                     | 30     |
| 3             | Estados Unidos            | 13     |
| 4             | Itália                    | 11     |
| 4             | Espanha                   | 11     |
| 6             | Alemanha                  | 10     |
| 6             | Hong Kong e Macau         | 10     |
| 8             | Reino Unido               | 7      |
| 9             | Suíça                     | 3      |
| 9             | China                     | 3      |
| 11            | Holanda                   | 2      |
| 11            | Cingapura                 | 2      |
| 11            | Coreia do Sul             | 2      |
| 11            | Bélgica                   | 2      |
| 15            | Áustria                   | 1      |
| 15            | Dinamarca                 | 1      |
| 15            | Suécia                    | 1      |
| 15            | Taiwan                    | 1      |

## Lista de restaurantes com 3 estrelas Michelin por país na versão mais recente

### Áustria
| Localização | Restaurante        | Chef (s)    | Concedido desde |
| ----------- | ------------------ | ----------- | --------------- |
| Viena       | Restaurante Amador | Juan Amador | 2019            |

### Bélgica
| Localização | Restaurante   | Chef (s)       | Concedido desde |
| ----------- | ------------- | -------------- | --------------- |
| Kruishoutem | Hof van Cleve | Peter Goossens | 2005            |
| Antuérpia   | Zilte         | Viki Geunes    | 2021            |

### China
| Localização | Restaurante | Chef (s) / Proprietário (s) | Concedido desde |
| ----------- | ----------- | --------------------------- | --------------- |
| Pequim      | Xin Rong Ji | Zhang Yong (fundador)       | 2020            |
| Pequim      | King's Joy  | Gary Yin                    | 2021            |
| Xangai      | Ultraviolet | Paul Pairet                 | 2018            |

### Dinamarca
| Localização | Restaurante | Chef (s)      | Concedido desde |
| ----------- | ----------- | ------------- | --------------- |
| Copenhague  | Geranium    | Rasmus Kofoed | 2016            |

### França e Mônaco
| Localização           | Restaurante                                    | Chef(s)                           | Concedido desde |
| --------------------- | ---------------------------------------------- | --------------------------------- | --------------- |
| Annecy-le-Vieux       | Clos de Sens                                   | Laurent Petit                     | 2019            |
| Chagny                | Maison Lameloise                               | Éric Pras                         | 2007            |
| Courchevel 1850       | Le 1947 at Cheval Blanc                        | Yannick Alléno and Gérard Barbin  | 2017            |
| Eugénie-les-Bains     | Les Prés d'Eugénie - Michel Guérard            | Michel Guérard                    | 1977            |
| Fontjoncouse          | L'Auberge du Vieux Puits                       | Gilles Goujon                     | 2010            |
| La Rochelle           | Christopher Coutanceau                         | Christopher Coutanceau            | 2020            |
| Le Castellet          | Christophe Bacquié                             | Christophe Bacquié                | 2018            |
| Les Baux-de-Provence  | L'Oustau de Baumanière                         | Glenn Viel                        | 2020            |
| Les Belleville        | La Bouitte                                     | René and Maxime Meilleur          | 2015            |
| Marseille             | AM par Alexandre Mazzia                        | Alexandre Mazzia                  | 2021            |
| Marseille             | Le Petit Nice                                  | Gérald Passedat                   | 2008            |
| Megève                | Flocons de Sel                                 | Emmanuel Renaut                   | 2012            |
| Menton                | Mirazur                                        | Mauro Colagreco                   | 2019            |
| Monte Carlo           | Le Louis XV - Alain Ducasse à l'Hôtel de Paris | Franck Cerutti and Dominique Lory | 1990            |
| Ouches                | Le Bois sans Feuilles - Troisgros              | Michel and César Troisgros        | 1968            |
| Paris 1e              | Kei                                            | Kei Kobayashi                     | 2020            |
| Paris 4e              | L'Ambroisie                                    | Bernard Pacaud                    | 1988            |
| Paris 6e              | Guy Savoy                                      | Guy Savoy                         | 2002            |
| Paris 7e              | Arpège                                         | Alain Passard                     | 1996            |
| Paris 8e              | Alain Ducasse au Plaza Athénée                 | Romain Meder                      | 2016            |
| Paris 8e              | Alléno Paris au Pavillon Ledoyen               | Yannick Alléno                    | 2015            |
| Paris 8e              | Epicure                                        | Éric Fréchon                      | 2009            |
| Paris 8e              | Le Cinq                                        | Christian Le Squer                | 2016            |
| Paris 8e              | Pierre Gagnaire                                | Pierre Gagnaire                   | 1998            |
| Paris 16e             | Le Pré Catelan                                 | Frédéric Anton                    | 2007            |
| Saint-Bonnet-le-Froid | Régis et Jacques Marcon                        | Régis and Jacques Marcon          | 2005            |
| Saint-Tropez          | La Vague d'Or                                  | Arnaud Donckele                   | 2013            |
| Tinqueux              | L'Assiette Champenoise                         | Arnaud Lallement                  | 2014            |
| Valence               | Pic                                            | Anne-Sophie Pic                   | 2007            |
| Vonnas                | Georges Blanc                                  | Georges Blanc                     | 1984            |

### Alemanha
| Localização       | Restaurante                            | Chef (s)           | Concedido desde |
| ----------------- | -------------------------------------- | ------------------ | --------------- |
| Baiersbronn       | Restaurante Bareiss                    | Claus-Peter Lumpp  | 2008            |
| Bergisch Gladbach | Vendôme                                | Joachim Wissler    | 2005            |
| Berlim            | Rutz                                   | Marco Müller       | 2020            |
| Dreis             | Waldhotel Sonnora                      | Clemens Rambichler | 1999            |
| Hamburgo          | The Table                              | Kevin Fehling      | 2016            |
| Munique           | Atelier                                | Jan Hartwig        | 2018            |
| Perl              | Victor's Fine Dining por Christian Bau | Christian Bau      | 2006            |
| Rottach-Egern     | Restaurante Überfahrt                  | Christian Jürgens  | 2014            |
| Baiersbronn       | Temporäre Schwarzwaldstube             | Torsten Michel     | 2021            |
| Wolfsburg         | Aqua                                   | Sven Elverfeld     | 2009            |

### Hong Kong e Macau
| Localização | Restaurante                | Chef (s)                           | Concedido desde  |
| ----------- | -------------------------- | ---------------------------------- | ---------------- |
| Hong Kong   | Lung King Heen             | Chan Yan Tak                       | 2009             |
| Hong Kong   | 8½ Otto e Mezzo Bombana    | Umberto Bombana e Keith Yam Ka Lok | 2012             |
| Hong Kong   | L'Atelier de Joël Robuchon | David Alves                        | 2012             |
| Hong Kong   | Forum Restaurant           | Yeung Koon Yat                     | 2020             |
| Hong Kong   | Sushi Shikon               | Yoshiharu Kakinuma                 | 2014             |
| Hong Kong   | T'ang Court                | Kwong Wai Keung                    | 2016             |
| Hong Kong   | Caprice                    | Guillaume Galliot                  | 2019 (& 2010–13) |
| Macau       | Jade Dragon                | Kelvin Au Yeung                    | 2019             |
| Macau       | Robuchon au Dôme           | Julien Tongourian                  | 2009             |
| Macau       | The eight                  | Cheung Tan-leung                   | 2014             |

### Itália
| Localização        | Restaurante               | Chef (s)                                   | Concedido desde |
| ------------------ | ------------------------- | ------------------------------------------ | --------------- |
| Alba               | Piazza Duomo              | Enrico Crippa                              | 2013            |
| Brusaporto         | Da Vittorio               | Vittorio Cerea                             | 2010            |
| Canneto Sull'Oglio | Dal Pescatore             | Nadia Santini                              | 1996            |
| Castel di Sangro   | Reale                     | Niko Romito                                | 2014            |
| Florença           | Enoteca Pinchiorri        | Annie Féolde, Italo Bassi e Riccardo Monco | 1993            |
| Milão              | Enrico Bartolini al Mudec | Enrico Bartolini                           | 2020            |
| Modena             | Osteria Francescana       | Massimo Bottura                            | 2012            |
| Roma               | La Pergola                | Heinz Beck                                 | 2005            |
| Rubano             | Le Calandre               | Massimiliano Alajmo                        | 2002            |
| San Cassiano       | St. Hubertus              | Norbert Niederkofler                       | 2018            |
| Senigallia         | Uliassi                   | Mauro Uliassi                              | 2019            |

### Japão
| Localização | Restaurante       | Chef(s)             | Concedido desde  |
| ----------- | ----------------- | ------------------- | ---------------- |
| Nagoya      | Hijikata          | Shoji Hijikata      | 2019             |
| Nagoya      | Sushi Ueda        | Naoki Ueda          | 2019             |
| Ise         | Sushi Komada      | Kenri Komada        | 2019             |
| Hiroshima   | Nakashima         | Tetsuo Nakashima    | 2013             |
| Fukuoka     | Sushi Gyoten      | Kenji Gyoten        | 2014             |
| Fukuoka     | Sushi Sakai       | Daigo Sakai         | 2014             |
| Kyoto       | Hyotei            | Yoshihiro Takahashi | 2010             |
| Kyoto       | Kikunoi Honten    | Yoshihiro Murata    | 2010             |
| Kyoto       | Kitcho Arashiyama | Kunio Tokuoka       | 2010             |
| Kyoto       | Mizai             | Hitoshi Ishihara    | 2014 (& 2010–12) |
| Kyoto       | Nakamura          | Motokazu Nakamura   | 2011             |
| Kyoto       | Iida              | Shinichi Iida       | 2018             |
| Kyoto       | Maeda             | Yujiro Maeda        | 2020             |
| Kyoto       | Gion Sasaki       | Hiroshi Sasaki      | 2020             |
| Osaka       | Kashiwaya         | Hideaki Matsuo      | 2011             |
| Osaka       | Taian             | Hitoshi Takahata    | 2011             |
| Osaka       | Hajime            | Hajime Yoneda       | 2018 (& 2010–12) |
| Tokyo       | Joël Robuchon     | Michael Michaelidis | 2008             |
| Tokyo       | Kanda             | Hiroyuki Kanda      | 2008             |
| Tokyo       | Quintessence      | Shuzo Kishida       | 2008             |
| Tokyo       | L'Osier           | Olivier Chaignon    | 2019 (& 2008–10) |
| Tokyo       | Kadowaki          | Toshiya Kadowaki    | 2020             |
| Tokyo       | Ishikawa          | Hideki Ishikawa     | 2009             |
| Tokyo       | Ryugin            | Seiji Yamamoto      | 2012             |
| Tokyo       | Sushi Yoshitake   | Masahiro Yoshitake  | 2012             |
| Tokyo       | Makimura          | Makimura Akio       | 2015             |
| Tokyo       | Kohaku            | Koji Koizumi        | 2016             |
| Tokyo       | L’Effervescence   | Shinobu Namae       | 2021             |
| Tokyo       | Sazenka           | Tomoya Kawada       | 2021             |
| Toyama      | Yamazaki          | Koji Yamazaki       | 2016             |

### Holanda
| Localização | Restaurante   | Chef (s)      | Concedido desde |
| ----------- | ------------- | ------------- | --------------- |
| Zwolle      | De Librije    | Jonnie Boer   | 2004            |
| Kruiningen  | Inter Scaldes | Jannis Brevet | 2018            |

### Noruega
| Localização | Restaurante | Chef (s)           | Concedido desde |
| ----------- | ----------- | ------------------ | --------------- |
| Oslo        | Maaemo      | Esben Holmboe Bang | 2016            |

### Cingapura
| Localização | Restaurante | Chef (s)          | Concedido desde |
| ----------- | ----------- | ----------------- | --------------- |
| Cingapura   | Les Amis    | Sébastien Lepinoy | 2019            |
| Cingapura   | Odette      | Julien Royer      | 2019            |

### Espanha
| Localização              | Restaurante                    | Chef (s)                              | Concedido desde |
| ------------------------ | ------------------------------ | ------------------------------------- | --------------- |
| Barcelona                | Lasarte                        | Martín Berasategui e Paolo Casagrande | 2016            |
| Barcelona                | ABaC                           | Jordi Cruz                            | 2018            |
| Dénia                    | Quique Dacosta Restaurante     | Quique Dacosta                        | 2012            |
| El Puerto de Santa María | Aponiente                      | Ángel León                            | 2018            |
| Girona                   | El Celler de Can Roca          | Joan Roca                             | 2009            |
| Larrabetzu               | Azurmendi                      | Eneko Atxa                            | 2013            |
| Lasarte-Oria             | Restaurante Martín Berasategui | Martín Berasategui                    | 2001            |
| Madrid                   | DiverXO                        | David Muñoz                           | 2014            |
| São Sebastião            | Arzak                          | Juan Mari Arzak e Elena Arzak         | 1989            |
| São Sebastião            | Akelarre                       | Pedro Subijana                        | 2006            |
| Villaverde de Pontones   | El Cenador de Amós             | Jesús Sánchez                         | 2020            |

### Suécia
| Localização | Restaurante | Chef (s)       | Concedido desde |
| ----------- | ----------- | -------------- | --------------- |
| Estocolmo   | Frantzén    | Björn Frantzén | 2018            |

### Suíça
| Localização | Restaurante                     | Chef (s)          | Concedido desde |
| ----------- | ------------------------------- | ----------------- | --------------- |
| Basel       | Cheval Blanc                    | Peter Knogl       | 2016            |
| Crissier    | Restaurante de l'Hôtel de Ville | Franck Giovannini | 1992            |
| Fürstenau   | Schloss Schauenstein            | Andreas Caminada  | 2011            |

### Taiwan
| Localização | Restaurante | Chef (s)             | Concedido desde |
| ----------- | ----------- | -------------------- | --------------- |
| Taipei      | Le Palais   | Ken Chan e Matt Chen | 2018            |

### Reino Unido
| Localização | Restaurante                           | Chef (s)                 | Concedido desde |
| ----------- | ------------------------------------- | ------------------------ | --------------- |
| Bray        | The Waterside Inn                     | Alain Roux               | 1985            |
| Bray        | O pato gordo                          | Heston Blumenthal        | 2004            |
| Londres     | Restaurante Gordon Ramsay             | Gordon Ramsay e Matt Abé | 2001            |
| Londres     | Alain Ducasse no Dorchester           | Jean-Philippe Blondet    | 2010            |
| Londres     | Sketch (The Lecture Room and Library) | Pierre Gagnaire          | 2020            |
| Londres     | Core por Clare Smyth                  | Clare Smyth              | 2021            |
| Londres     | Hélène Darroze no The Connaught       | Hélène Darroze           | 2021            |

### Estados Unidos
| Localização            | Região                           | Restaurante                   | Chef (s)                                 | Concedido desde |
| ---------------------- | -------------------------------- | ----------------------------- | ---------------------------------------- | --------------- |
| Chicago                | Área Metropolitana de Chicago    | Alinea                        | Grant Achatz e Simon Davies              | 2011            |
| Healdsburg, Califórnia | Área da Baía de São Francisco    | SingleThread                  | Kyle Connaughton                         | 2019            |
| Los Gatos, Califórnia  | Área da Baía de São Francisco    | Manresa                       | David Kinch e Nicholas Romero            | 2016            |
| Cidade de Nova York    | Área Metropolitana de Nova York  | Le Bernardin                  | Éric Ripert, Chris Muller, e Eric Gestel | 2006            |
| Cidade de Nova York    | Área Metropolitana de Nova York  | Per Se                        | Thomas Keller e Corey Chow               | 2006            |
| Cidade de Nova York    | Área Metropolitana de Nova York  | Masa                          | Masa Takayama                            | 2009            |
| Cidade de Nova York    | Área Metropolitana de Nova York  | Eleven Madison Park           | Daniel Humm e Brian Lockwood             | 2012            |
| Cidade de Nova York    | Área Metropolitana de Nova York  | Chef's Table at Brooklyn Fare | César Ramírez                            | 2012            |
| São Francisco          | Área da Baía de São Francisco    | Atelier Crenn                 | Dominique Crenn                          | 2019            |
| São Francisco          | Área da Baía de São Francisco    | Benu                          | Corey Lee e Brandon Rodgers              | 2015            |
| São Francisco          | Área da Baía de São Francisco    | Marmelo                       | Michael Tusk e Neil Stetz                | 2017            |
| Washington, Virgínia   | Área Metropolitana de Washington | The Inn at Little Washington  | Patrick O'Connell                        | 2019            |
| Yountville, Califórnia | Área da Baía de São Francisco    | The French Laundry            | Thomas Keller e David Breeden            | 2007            |